# 621 Werdandi
621 Werdandi este un asteroid din centura principală, descoperit pe 11 noiembrie 1906, de August Kopff.